# Antonio Maura
Pour les articles homonymes, voir Maura et Montaner.
 (novembre 2022).
Si vous disposez d'ouvrages ou d'articles de référence ou si vous connaissez des sites web de qualité traitant du thème abordé ici, merci de compléter l'article en donnant les références utiles à sa vérifiabilité et en les liant à la section « Notes et références ».
Antonio Maura y Montaner, né à Palma de Majorque le 2 mai 1853 et mort le 13 décembre 1925 à Torrelodones, près de Madrid, était un homme d'État espagnol, qui fut président du Conseil du roi Alphonse XIII à cinq reprises.

## Biographie
Après avoir exercé la profession d'avocat, il commença sa carrière politique dans le camp libéral et représente Palma aux Cortes à partir de 1881. Il prend part au mouvement régénérationniste. Antonio Maura devient vice-président du Congrès en 1886 ; de 1892 à 1894, il est ministre de l'Outre-mer dans le gouvernement Sagasta. Son projet pour l'autonomie de Cuba est rejeté par le Congrès. De 1894 à 1895, il est ministre de la Justice, toujours dans un gouvernement dirigé par Sagasta.
En 1901, il entre dans un groupe libéral dissident, avant de rejoindre le camp conservateur en 1902 - sans rompre pour autant avec le régénérationnisme. Son objectif reste l'éradication du caciquisme. Il prend la tête du Parti conservateur en 1903, à la suite de la démission de Francisco Silvela, mais se détache de cette formation en 1913. Antonio Maura est la principale personnalité politique espagnole du premier quart du XXe siècle, et exerce à cinq reprises la charge de président du gouvernement :
- du 5 décembre 1903 au 16 décembre 1904 : il obtient notamment la reconnaissance par la France et l'Angleterre des revendications espagnoles sur le Maroc ;
- du 25 janvier 1907 au 21 octobre 1909 : il mène la guerre du Maroc et réprime le soulèvement de la Semaine tragique à Barcelone ;
- du 22 mars au 9 novembre 1918 ;
- du 15 avril au 20 juillet 1919 ;
- du 14 août 1921 au 8 mars 1922.

En 1923, il proteste auprès du roi Alphonse XIII contre l'instauration de la dictature du général Miguel Primo de Rivera, et cesse toute activité politique.

## Descendance
Plusieurs des enfants d'Antonio Maura ont joué un rôle important dans la vie politique et culturelle espagnole :
- Gabriel Maura, ministre du Travail dans le dernier gouvernement du règne d'Alphonse XIII,
- Miguel Maura, ministre du Gouvernement sous la Seconde République,
- Honorio Maura, député monarchiste assassiné en 1936 par les milices anarchistes à Irun.
- Sa fille Susanna (morte en 1932) est la mère de l'écrivain Jorge Semprún.